# Luitenant De Windekring
De Luitenant De Windekring was een vereniging binnen het Belgisch leger, van krijgsgevangen Vlaamse officieren tijdens de Tweede Wereldoorlog.

## Geschiedenis
Juul De Winde (Merchtem, 13 mei 1893 - Westrozebeke, 28 september 1918) was een Vlaamsgezind officier aan het IJzerfront, actief in de Frontbeweging, die tegen het einde van de Eerste Wereldoorlog sneuvelde, op 28 september 1918. Na de oorlog werd hij door de Vlaamse Beweging tot een symbool verheven en in 1937 werd zijn stoffelijk overschot bijgezet in de crypte onder de IJzertoren.
Na de nederlaag van mei 1940 werden alle Belgische officieren als krijgsgevangene weggevoerd en velen kwamen terecht in een Offlag in Tibor. Op 19 september 1940 werd in dit kamp een vereniging opgericht onder de naam Luitenant De Windekring. De oprichters waren Herman Verreydt, Frans Tack, Frans Michau en Benoni Nagels. De leiding van de kring werd toevertrouwd aan Lowie Reekmans, die de statuten opstelde.
In die statuten werden opgenomen: de trouw aan de koning, het doel om een elite van Vlaamsgezinde Belgische officieren op te leiden, en de veroordeling van de legerleiding vanwege haar onverschilligheid tegenover de 'Vlaamse volksaard'. Er waren ook enkele Nieuwe Orde-ideeën in die statuten verwerkt, die aanvankelijk weinig belang hadden, maar door enkele leden speciaal onderstreept werden.
Na enkele weken telde de vereniging een veertigtal leden. De Duitsers beslisten toen circa 120 Vlaamse officieren (onder wie alle leden van de Luitenant De Windekring) over te brengen naar Luckenwalde bij Berlijn. De bedoeling was om die officieren van de 'Belgische' militaire overheid af te zonderen en ze te indoctrineren in nationaalsocialistische richting. De Vlaamsvoelende kringleider Louis Reekmans behoorde tot de gematigden, was het daar niet mee eens en nam ontslag. Hij werd opgevolgd door Herman Verreydt (1911-1986) die het kamp 'zuiverde' door tegenstanders van zijn gedragslijn uit het kamp te doen verwijderen. Hij omringde zich door een kleine groep die de Nieuwe Orde bijzonder genegen was. Frans Tack, Jeroom Inghels, Norbert Neirinck, Jozef Roosen, Alfons Van Tulder en Lode Maris behoorden tot het groepje. De statuten van de kring werden aangevuld met een bijvoegsel waarin werd gesteld dat de leden "positief stonden tegenover het vestigen in Vlaanderen van een Nieuwe Orde op nationaalsocialistische grondslag" en "overtuigd waren dat dat alleen een Duitse overwinning het Vlaamse volk kon toelaten om in de Nieuwe Orde op te gaan en te bloeien". De kampcommandant Emile Van Coppenolle en 120 officieren ondertekenden het bijvoegsel.
Eind mei 1941 werden zestien leden van de kring naar België overgebracht, om er als kaderpersoneel te worden ingezet voor de pas opgerichte Vlaamse Wacht. Einde 1941 mochten 150 van de 200 in Luckenwalde gevangen gehouden officieren naar België terug. Dit betekende het bijna-einde van de Luitenant de Windekring, die geen bindmiddel bleek onder de leden, eenmaal terug in België. De vrijgelaten officieren vonden een betrekking in de politie, de rijkswacht, de Vlaamsche Wacht of zelfs de Zwarte Brigade. Een deel onder hen trad toe tot het Verzet.
De enige die nog de kring wilde recht houden was Herman Verreydt. Hij sloot een overeenkomst met het VNV, waarbij hij leider werd van de dienst Verweer binnen het verbond. Dit bleef niet duren en Verreydt trok zich hieruit terug om van wat van de kring overbleef, een zeer Duitsgezinde vereniging te maken, die trouw zwoer aan Hitler en niet meer aan de koning. De kring werd een kleine groep van SS-gezinde leden. Van februari tot augustus 1944 volgde Verreydt een Lehrgang für germanische Offiziere in de officierenschool van de Waffen SS in Bad Hölz. Na de oorlog was van de Luitenant De Windekring geen sprake meer.

## Manuscripten
Twee memoires in handschrift bewaard door het CEGESOMA:
- H. A. VAN DER VORST, Luckenwalde: memoires, 1940-1945.
- A.P.F. BROEKMANS, Luckenwalde of de Geschiedenis van de Luitenant De Winde-Kring : memoires, [1914-1951], Brasschaat, 1987.